# A' Katīgoria 2000-2001
L'edizione 2000-2001 della A' Katīgoria fu la 62ª del massimo campionato di calcio cipriota; vide la vittoria finale dell'Omonia, che conquistò il suo diciottesimo titolo.
Capocannoniere del torneo fu, per il quarto anno di seguito, Rainer Rauffmann dell'Omonia con 30 reti.

## Formula
Le 14 squadre partecipanti hanno disputato il campionato incontrandosi in due gironi di andata e ritorno, per un totale di 26 giornate. Erano previste tre retrocessioni.

## Classifica finale
|  |    | Classifica finale     | G  | V  | N  | P  | GF | GS | DR  | Punti |
|  | -- | --------------------- | -- | -- | -- | -- | -- | -- | --- | ----- |
|  | 1  | Omonia                | 26 | 17 | 6  | 3  | 60 | 27 | +33 | 57    |
|  | 2  | Olympiakos Nicosia    | 26 | 16 | 6  | 4  | 58 | 30 | +28 | 54    |
|  | 3  | AEL Limassol          | 26 | 15 | 7  | 4  | 48 | 28 | +20 | 52    |
|  | 4  | Anorthōsis (C)        | 26 | 15 | 6  | 5  | 60 | 32 | +28 | 51    |
|  | 5  | APOEL                 | 26 | 12 | 8  | 6  | 58 | 37 | +21 | 44    |
|  | 6  | Apollōn Limassol (CC) | 26 | 12 | 8  | 6  | 56 | 40 | +16 | 44    |
|  | 7  | AEK Larnaca           | 26 | 9  | 9  | 8  | 52 | 47 | +5  | 36    |
|  | 8  | AEP Paphos            | 26 | 8  | 9  | 9  | 45 | 53 | -8  | 33    |
|  | 9  | EN Paralimni          | 26 | 8  | 6  | 12 | 42 | 53 | -11 | 30    |
|  | 10 | Doxa Katōkopias       | 26 | 7  | 8  | 11 | 26 | 37 | -11 | 29    |
|  | 11 | Ethnikos Achnas       | 26 | 6  | 10 | 10 | 44 | 49 | -5  | 28    |
|  | 12 | Nea Salamis           | 26 | 7  | 6  | 13 | 41 | 47 | -6  | 27    |
|  | 13 | Digenīs Morphou       | 26 | 3  | 2  | 21 | 28 | 78 | -50 | 11    |
|  | 14 | Arīs Limassol         | 26 | 1  | 1  | 24 | 28 | 88 | -60 | 4     |

G = Partite giocate; V = Vittorie; N = Nulle/Pareggi; P = Perse; GF = Goal fatti; GS = Goal subiti; DR = Differenza reti.
- (C): Campione nella stagione precedente
- (CC): Vince la Coppa di Cipro

### Verdetti
- Omonia Campione di Cipro 2000-2001.
- Nea Salamis, Digenis Morphou e Aris Limassol retrocesse in Seconda Divisione.

### Qualificazioni alle Coppe europee
- UEFA Champions League 2001-2002: Omonia qualificato al secondo turno preliminare.
- Coppa UEFA 2001-2002: Olympiakos Nicosia qualificata al turno preliminare; Apollon Limassol (vincitrice della coppa nazionale) qualificata.
- Coppa Intertoto 2001: Anorthosis qualificato.